# Лян Чжэньин
Лян Чжэньин (иер. 梁振英, кант.-рус. Лён Чаньин, англ. Leung Chun-ying, также CY Leung; род. 12 августа 1954, Британский Гонконг) — китайский политический деятель, заместитель председателя Всекитайского комитета Народного политического консультативного совета Китая 14-го созыва (с 10 марта 2023 года).
Глава администрации Гонконга с 1 июля 2012 по 30 июня 2017 года.

## Происхождение, образование
Лян Чжэньин родился в Гонконге 12 августа 1954 года в семье иммигрантов из Вэйхая (провинция Шаньдун, КНР). Его отец был полицейским.
В 1974 году окончил Гонконгский политехнический университет по специальности «строительная геодезия». Образование продолжил в Великобритании в Бристольском политехническом институте (ныне Бристольский университет) по специальности «менеджмент и оценка недвижимости» (1977).

## Бизнес-карьера
Вернувшись в Гонконг, Лян Чжэньин поступил на работу в британскую компанию Jones Lang Wootton, предоставляющую юридические услуги в сфере недвижимости, где проработал 5 лет. В 1984 году возглавил её гонконгский офис. К 30 годам он стал заместителем председателя отделения JLW в Гонконге и, как сообщалось, получал ежегодную зарплату в размере 10 миллионов гонконгских долларов.
В 1987 году переехал в КНР, где после начала «политики реформ и открытости», инициированных лидером КНР Дэн Сяопином, была нехватка специалистов по урегулированию прав собственности на недвижимость. В мэрии Шанхая он работал под руководством Чжу Жунцзи. Кроме того, Лян Чжэньин оказывал юридические консультации градоначальникам Пекина и Гуанчжоу.
В 1993 году открыл собственную страховую компанию CY Leung & Co. В 1995 году она присоединилась к международному альянсу, в который входят CB Commercial, Debenham Tewson & Chinnocks and DTZ. Возглавлял её до 1999 года. В 2000 году эта компания присоединилась к сингапурской Dai Yuk-coeng.
С 1995 по 1996 год был президентом Гонконгского института геодезистов. Он также являлся председателем гонконгского отделения Королевского института дипломированных оценщиков. После этого Лян Чжэньин стал почётным советником местных органов власти Шэньчжэня, Тяньцзиня и Шанхая по земельной реформе. Он также занял пост международного экономического советника Хэбэя.
Лян Чжэньин является крупнейшим частным держателем акций лондонской инвестиционной компании DTZ (по данным СМИ, он приобрел 4,61 % акций DTZ, сумма сделки оценивалась в 42 млн долларов США).
С 1995 по 1996 год — президент Института оценщиков Гонконга.
С 2002 по 2007 год — член совета сингапурского государственного банка DBS Group Holdings Ltd и DBS Bank Hong Kong Ltd.
В октябре 2011 года, за месяц до того, как Лян Чжэньин объявил о своей кандидатуре на пост главы администрации Гонконга, его компания DTZ столкнулась с кризисом ликвидности. После этого, сообщив Лондонской фондовой бирже, что её акции ничего не стоят, совет директоров DTZ, включая Лян Чжэньина, согласился продать DTZ UGL Limited. 24 ноября 2011 года Люн ушел из совета, а 28 ноября 2011 года объявил о своей кандидатуре на выборах главы администрации Гонконга.

## Политическая карьера
С 1985 года был членом Консультативного комитета по выработке Основного закона Гонконга, а в 1988 году возглавил работу этого комитета (конституция была принята в апреле 1990 года).
С 1999 по 2011 года — член Исполнительного совета Гонконга (совещательный орган при руководстве Гонконга), в котором отвечал за градостроительную политику.
В 2002 году возглавил предвыборный штаб главы администрации Гонконга Дун Цзяньхуа, который баллотировался на второй срок (избран в марте 2002 года).
С 1999 года являлся членом Постоянного комитета Всекитайского комитета Народного политического консультативного совета Китая.

### Глава администрации Гонконга

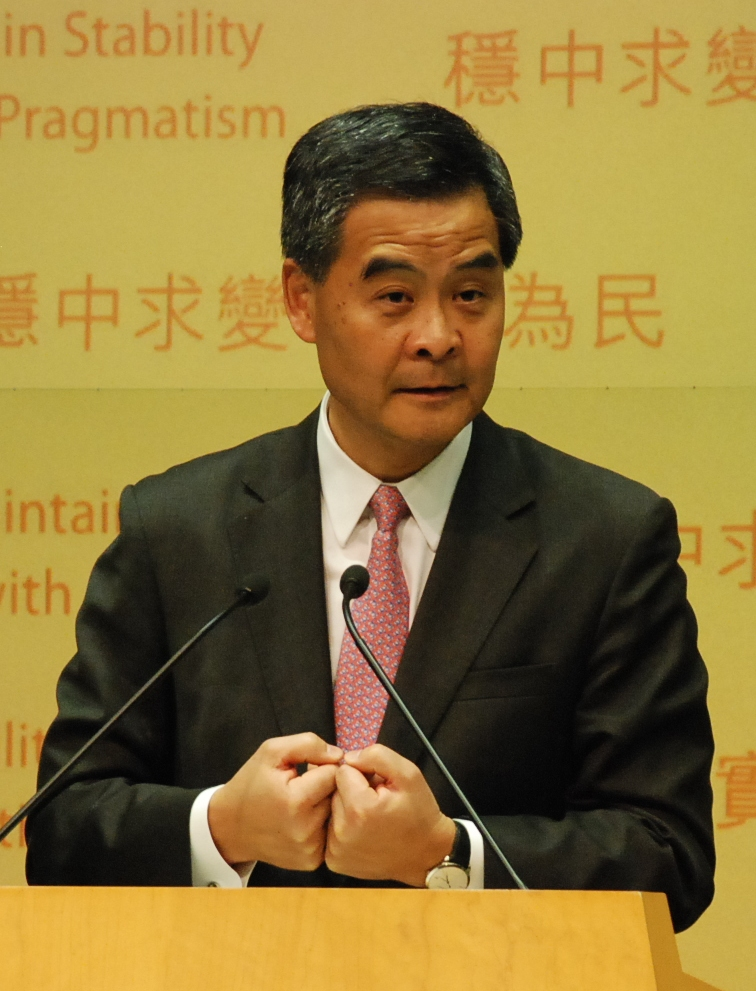
Лян Чжэньин в 2013 году

28 ноября 2011 года Лян Чжэньин официально объявил о своей кандидатуре на пост главы администрации Гонконга, спустя два года после того, как он впервые намекнул на свой интерес к этому посту. Он вступил в должность главы 1 июля 2012 года.

### НПКСК
10 марта 2023 года на 3-м пленарном заседании 1-й сессии Всекитайского комитета Народного политического консультативного совета Китая (ВК НПКСК) избран заместителем председателя ВК НПКСК 14-го созыва.

## Личная жизнь
Женат на Регине Люнг с 1981 года. Её отец был офицером полиции Гонконга. У пары есть две дочери и сын. Одна из дочерей, Люн Чай-ян, регулярно привлекала внимание СМИ своим наглым поведением на публике. Она опубликовала комментарии в своем аккаунте в Facebook и появилась в нескольких журнальных интервью, в которых рассказывала о своей депрессии и бурных отношениях с родителями, в основном с матерью. Младшая дочь, Люн Чан-ян, была втянута в спор ранним утром 28 марта 2016 года в Международном аэропорту Гонконга. После обнародования этого инцидента рейтинг Лян Чжэньина в апреле этого же года упал до рекордного низкого уровня.